# Rei de um Inferno
King Rat (bra/prt: Rei de um Inferno) é um filme estadunidense de 1965, do  gênero drama de guerra, dirigido por Bryan Forbes, com roteiro do próprio Forbes baseado no livro homônimo de James Clavell, e trilha sonora de John Barry.

## Sinopse
Num campo de prisioneiros em Singapura, durante a Segunda Guerra Mundial, um soldado inglês e um americano travam amizade e promovem um mercado clandestino na prisão.

## Elenco
- George Segal ....... Cabo King
- Tom Courtenay ....... Tenente Robin Grey
- James Fox ....... Peter Marlowe
- Patrick O'Neal ....... Sargento Max
- Denholm Elliott ....... Tenente G.D. Larkin
- James Donald ....... Dr. Kennedy
- Todd Armstrong ....... Tex
- John Mills ....... Coronel George Smedley-Taylor
- Gerald Sim ....... Tenente-Coronel Jones
- Leonard Rossiter ....... Major McCoy
- John Standing ....... Capitão Daven
- Alan Webb ....... Coronel Brant
- John Ronane ....... Capitão Hawkins
- Sammy Reese ....... Kurt
- Michael Lees ....... Stevens